# The Roots/Diskografie
Diese Diskografie ist eine Übersicht über die musikalischen Werke der US-amerikanischen Hip-Hop-Band The Roots. Den Schallplattenauszeichnungen zufolge hat sie bisher mehr als 2,3 Millionen Tonträger verkauft, davon alleine in ihrer Heimat über zwei Millionen. Ihre erfolgreichste Veröffentlichung ist das Studioalbum Things Fall Apart mit über einer Million verkauften Einheiten.

## Alben

### Studioalben
| Jahr | Titel                           | Höchstplatzierung, Gesamtwochen, AuszeichnungChartplatzierungen (Jahr, Titel, Platzierungen, Wochen, Auszeichnungen, Anmerkungen) | Höchstplatzierung, Gesamtwochen, AuszeichnungChartplatzierungen (Jahr, Titel, Platzierungen, Wochen, Auszeichnungen, Anmerkungen) | Höchstplatzierung, Gesamtwochen, AuszeichnungChartplatzierungen (Jahr, Titel, Platzierungen, Wochen, Auszeichnungen, Anmerkungen) | Höchstplatzierung, Gesamtwochen, AuszeichnungChartplatzierungen (Jahr, Titel, Platzierungen, Wochen, Auszeichnungen, Anmerkungen) | Höchstplatzierung, Gesamtwochen, AuszeichnungChartplatzierungen (Jahr, Titel, Platzierungen, Wochen, Auszeichnungen, Anmerkungen) | Anmerkungen                                                  |
| Jahr | Titel                           | DE | AT | CH | UK | US | Anmerkungen                                                  |
| ---- | ------------------------------- | --- | --- | --- | --- | --- | ------------------------------------------------------------ |
| 1993 | Organix                         | — | — | — | — | — | Erstveröffentlichung: 19. Mai 1993                           |
| 1994 | Do You Want More?!!!??!         | — | — | — | — | US104 Gold · (10 Wo.)US | Erstveröffentlichung: 24. Oktober 1994 Verkäufe: + 500.000   |
| 1996 | Illadelph Halflife              | — | — | — | — | US21 (16 Wo.)US | Erstveröffentlichung: 24. September 1996                     |
| 1999 | Things Fall Apart               | DE64 (11 Wo.)DE | — | CH40 (2 Wo.)CH | UK84 Silber · (1 Wo.)UK | US4 Platin · (18 Wo.)US | Erstveröffentlichung: 23. Februar 1999 Verkäufe: + 1.060.000 |
| 2002 | Phrenology                      | — | — | CH57 (20 Wo.)CH | UK— SilberUK | US28 Gold · (38 Wo.)US | Erstveröffentlichung: 26. November 2002 Verkäufe: + 560.000  |
| 2004 | The Tipping Point               | DE44 (7 Wo.)DE | AT57 (4 Wo.)AT | CH3 (11 Wo.)CH | UK71 (1 Wo.)UK | US4 (13 Wo.)US | Erstveröffentlichung: 13. Juli 2004                          |
| 2006 | Game Theory                     | DE95 (1 Wo.)DE | — | CH7 (7 Wo.)CH | UK76 (1 Wo.)UK | US9 (7 Wo.)US | Erstveröffentlichung: 29. August 2006                        |
| 2008 | Rising Down                     | — | — | CH10 (5 Wo.)CH | UK95 (1 Wo.)UK | US6 (9 Wo.)US | Erstveröffentlichung: 29. April 2008                         |
| 2010 | How I Got Over                  | DE70 (1 Wo.)DE | — | CH3 (10 Wo.)CH | — | US6 (15 Wo.)US | Erstveröffentlichung: 22. Juni 2010                          |
| 2011 | Undun                           | — | — | CH30 (4 Wo.)CH | — | US17 (8 Wo.)US | Erstveröffentlichung: 6. Dezember 2011                       |
| 2014 | …And Then You Shoot Your Cousin | DE79 (1 Wo.)DE | — | CH9 (3 Wo.)CH | — | US11 (3 Wo.)US | Erstveröffentlichung: 13. Mai 2014                           |

### Kollaboalben
| Jahr | Titel                   | Höchstplatzierung, Gesamtwochen, AuszeichnungChartplatzierungen (Jahr, Titel, Platzierungen, Wochen, Auszeichnungen, Anmerkungen) | Höchstplatzierung, Gesamtwochen, AuszeichnungChartplatzierungen (Jahr, Titel, Platzierungen, Wochen, Auszeichnungen, Anmerkungen) | Höchstplatzierung, Gesamtwochen, AuszeichnungChartplatzierungen (Jahr, Titel, Platzierungen, Wochen, Auszeichnungen, Anmerkungen) | Höchstplatzierung, Gesamtwochen, AuszeichnungChartplatzierungen (Jahr, Titel, Platzierungen, Wochen, Auszeichnungen, Anmerkungen) | Höchstplatzierung, Gesamtwochen, AuszeichnungChartplatzierungen (Jahr, Titel, Platzierungen, Wochen, Auszeichnungen, Anmerkungen) | Anmerkungen                                                 |
| Jahr | Titel                   | DE | AT | CH | UK | US | Anmerkungen                                                 |
| ---- | ----------------------- | --- | --- | --- | --- | --- | ----------------------------------------------------------- |
| 2010 | Wake Up!                | DE69 (1 Wo.)DE | — | CH15 (5 Wo.)CH | UK26 (2 Wo.)UK | US8 (14 Wo.)US | Erstveröffentlichung: 21. September 2010 mit John Legend    |
| 2011 | Betty Wright: The Movie | — | — | — | — | US197 (1 Wo.)US | Erstveröffentlichung: 15. November 2011 mit Betty Wright    |
| 2013 | Wise Up Ghost           | DE29 (2 Wo.)DE | AT48 (1 Wo.)AT | CH12 (4 Wo.)CH | UK28 (2 Wo.)UK | US16 (4 Wo.)US | Erstveröffentlichung: 17. September 2013 mit Elvis Costello |

### Livealben
| Jahr | Titel                | Höchstplatzierung, Gesamtwochen, AuszeichnungChartplatzierungen (Jahr, Titel, Platzierungen, Wochen, Auszeichnungen, Anmerkungen) | Höchstplatzierung, Gesamtwochen, AuszeichnungChartplatzierungen (Jahr, Titel, Platzierungen, Wochen, Auszeichnungen, Anmerkungen) | Höchstplatzierung, Gesamtwochen, AuszeichnungChartplatzierungen (Jahr, Titel, Platzierungen, Wochen, Auszeichnungen, Anmerkungen) | Höchstplatzierung, Gesamtwochen, AuszeichnungChartplatzierungen (Jahr, Titel, Platzierungen, Wochen, Auszeichnungen, Anmerkungen) | Höchstplatzierung, Gesamtwochen, AuszeichnungChartplatzierungen (Jahr, Titel, Platzierungen, Wochen, Auszeichnungen, Anmerkungen) | Anmerkungen                            |
| Jahr | Titel                | DE | AT | CH | UK | US | Anmerkungen                            |
| ---- | -------------------- | --- | --- | --- | --- | --- | -------------------------------------- |
| 1999 | The Roots Come Alive | — | — | — | — | US50 (3 Wo.)US | Erstveröffentlichung: 2. November 1999 |

Weitere Livealben
- 2003: Nagoya Blue Note: Live in Japan

### Kompilationen
| Jahr | Titel                                                              | Höchstplatzierung, Gesamtwochen, AuszeichnungChartplatzierungen (Jahr, Titel, Platzierungen, Wochen, Auszeichnungen, Anmerkungen) | Höchstplatzierung, Gesamtwochen, AuszeichnungChartplatzierungen (Jahr, Titel, Platzierungen, Wochen, Auszeichnungen, Anmerkungen) | Höchstplatzierung, Gesamtwochen, AuszeichnungChartplatzierungen (Jahr, Titel, Platzierungen, Wochen, Auszeichnungen, Anmerkungen) | Höchstplatzierung, Gesamtwochen, AuszeichnungChartplatzierungen (Jahr, Titel, Platzierungen, Wochen, Auszeichnungen, Anmerkungen) | Höchstplatzierung, Gesamtwochen, AuszeichnungChartplatzierungen (Jahr, Titel, Platzierungen, Wochen, Auszeichnungen, Anmerkungen) | Anmerkungen                             |
| Jahr | Titel                                                              | DE | AT | CH | UK | US | Anmerkungen                             |
| ---- | ------------------------------------------------------------------ | --- | --- | --- | --- | --- | --------------------------------------- |
| 2005 | Home Grown! The Beginners Guide to Understanding The Roots, Vol. 1 | — | — | — | — | US161 (1 Wo.)US | Erstveröffentlichung: 15. November 2005 |
| 2005 | Home Grown! The Beginners Guide to Understanding The Roots, Vol. 2 | — | — | — | — | US187 (1 Wo.)US | Erstveröffentlichung: 15. November 2005 |

### EPs
- 1994: From the Ground Up
- 1999: The Legendary

## Singles
| Jahr | Titel Album                        | Höchstplatzierung, Gesamtwochen, AuszeichnungChartplatzierungen (Jahr, Titel, Album, Platzierungen, Wochen, Auszeichnungen, Anmerkungen) | Höchstplatzierung, Gesamtwochen, AuszeichnungChartplatzierungen (Jahr, Titel, Album, Platzierungen, Wochen, Auszeichnungen, Anmerkungen) | Höchstplatzierung, Gesamtwochen, AuszeichnungChartplatzierungen (Jahr, Titel, Album, Platzierungen, Wochen, Auszeichnungen, Anmerkungen) | Höchstplatzierung, Gesamtwochen, AuszeichnungChartplatzierungen (Jahr, Titel, Album, Platzierungen, Wochen, Auszeichnungen, Anmerkungen) | Höchstplatzierung, Gesamtwochen, AuszeichnungChartplatzierungen (Jahr, Titel, Album, Platzierungen, Wochen, Auszeichnungen, Anmerkungen) | Anmerkungen                                                                         |
| Jahr | Titel Album                        | DE | AT | CH | UK | US | Anmerkungen                                                                         |
| --- | ---------------------------------- | --- | --- | --- | --- | --- | ----------------------------------------------------------------------------------- |
| 1996 | What They Do Illadelph Halflife    | — | — | — | UK49 (2 Wo.)UK | US34 (15 Wo.)US | Erstveröffentlichung: 19. November 1996 feat. Raphael Saadiq                        |
| 1999 | You Got Me Things Fall Apart       | DE25 (9 Wo.)DE | — | CH15 (8 Wo.)CH | UK31 Silber · (2 Wo.)UK | US39 (14 Wo.)US | Erstveröffentlichung: 22. Januar 1999 feat. Erykah Badu und Eve                     |
| 2002 | Break You Off Phrenology           | — | — | — | UK59 (2 Wo.)UK | US99 (1 Wo.)US | Erstveröffentlichung: 2002 feat. Musiq Soulchild                                    |
| 2003 | The Seed (2.0) Phrenology          | DE67 (9 Wo.)DE | — | CH22 (16 Wo.)CH | UK33 (2 Wo.)UK | — | Erstveröffentlichung: 31. März 2003 feat. Cody ChesnuTT                             |
| 2004 | Don’t Say Nuthin The Tipping Point | DE66 (5 Wo.)DE | — | CH27 (12 Wo.)CH | UK97 (1 Wo.)UK | — | Erstveröffentlichung: 2004                                                          |
| 2004 | I Don’t Care The Tipping Point     | — | — | CH54 (5 Wo.)CH | UK92 (1 Wo.)UK | — | Erstveröffentlichung: 2004 feat. Dom                                                |
| 2010 | Wake Up Everybody Wake Up!         | — | — | CH62 (2 Wo.)CH | — | — | Erstveröffentlichung: 29. April 2010 mit John Legend feat. Common und Melanie Fiona |
| Folgende Lieder erschienen nicht als Single, wurden aber durch das Album zum Download und Streaming bereitgestellt und konnten somit eine Platzierung erlangen: |                                    | | | | | |                                                                                     |
| |                                    | | | | | |                                                                                     |
| 2010 | Let It Be Hope for Haiti Now       | — | — | — | UK97 (1 Wo.)UK | US98 (1 Wo.)US | feat. The Roots; Original: Beatles                                                  |

Weitere Singles
- 1994: Distortion to Static
- 1995: Proceed
- 1995: Silent Treatment
- 1996: Clones
- 1998: Adrenaline!
- 1999: The Next Movement (feat. DJ Jazzy Jeff und Jazzyfatnastees)
- 1999: Don’t See Us
- 1999: What You Want
- 2004: Stay Cool
- 2006: Don’t Feel Right (feat. Maimouna Youssef)
- 2008: Birthday Girl (feat. Patrick Stump)
- 2008: Rising Up (feat. Chrisette Michele und Wale)
- 2009: How I Got Over (feat. Dice Raw)
- 2010: Dear God 2.0 (feat. Monsters of Folk)
- 2010: The Fire (feat. John Legend)
- 2010: Hard Times (mit John Legend)
- 2011: Shine (mit John Legend)
- 2011: Make My (feat. Big K.R.I.T.)
- 2011: Tip the Scale (feat. Dice Raw)
- 2014: When the People Cheer

## Musikvideos
- 1993: Pass the Popcorn
- 1994: Distortion to Static
- 1994: Proceed
- 1994: Proceed II
- 1995: Silent Treatment
- 1996: Clones
- 1996: Concerto of the Desperado
- 1996: What They Do
- 1999: You Got Me
- 1999: The Next Movement
- 1999: What You Want
- 2000: Glitches
- 2002: Break You Off
- 2003: The Seed 2.0
- 2004: Don’t Say Nuthin
- 2004: Star
- 2004: I Don’t Care
- 2006: In the Music / Here I Come / Don’t Feel Right
- 2008: 75 Bars (Black’s Reconstruction)
- 2008: Get Busy
- 2008: Birthday Girl
- 2008: Rising Up
- 2009: How I Got Over
- 2010: Dear God 2.0
- 2010: The Fire
- 2010: Hard Times (Studiovideo)
- 2010: I Can’t Write Left Handed (Studiovideo)
- 2010: Wake Up Everybody
- 2011: Undun: The Short Clips (Make My, Stomp, Tip the Scale, Sleep)
- 2014: When the People Cheer
- 2014: Understand

## Statistik

### Chartauswertung
|                     | DE    | AT    | CH     | UK    | US     |
| ------------------- | ----- | ----- | ------ | ----- | ------ |
| Nummer-eins-Alben   | DE—DE | AT—AT | CH—CH  | UK—UK | US—US  |
| Top-10-Alben        | DE—DE | AT—AT | CH5CH  | UK—UK | US6US  |
| Alben in den Charts | DE7DE | AT2AT | CH10CH | UK6UK | US16US |

|                       | DE    | AT    | CH    | UK    | US    |
| --------------------- | ----- | ----- | ----- | ----- | ----- |
| Nummer-eins-Singles   | DE—DE | AT—AT | CH—CH | UK—UK | US—US |
| Top-10-Singles        | DE—DE | AT—AT | CH—CH | UK—UK | US—US |
| Singles in den Charts | DE3DE | AT—AT | CH5CH | UK7UK | US4US |

### Auszeichnungen für Musikverkäufe
| Goldene Schallplatte - Kanada - 1999: für das Album Things Fall Apart |

Anmerkung: Auszeichnungen in Ländern aus den Charttabellen bzw. Chartboxen sind in ebendiesen zu finden.
| Land/RegionAuszeichnungen für Musikverkäufe (Land/Region, Auszeichnungen, Verkäufe, Quellen) | Silber     | Gold     | Platin  | Verkäufe  | Quellen         |
| -------------------------------------------------------------------------------------------- | ---------- | -------- | ------- | --------- | --------------- |
| Kanada (MC)                                                                                  | —          | Gold1    | —       | 50.000    | musiccanada.com |
| Vereinigte Staaten (RIAA)                                                                    | —          | 2× Gold2 | Platin1 | 2.000.000 | riaa.com        |
| Vereinigtes Königreich (BPI)                                                                 | 3× Silber3 | —        | —       | 320.000   | bpi.co.uk       |
| Insgesamt                                                                                    | 3× Silber3 | 3× Gold3 | Platin1 |           |                 |